# Fanarioten
Fanarioten (Grieks: Φαναριώτες; fanariotes, Roemeens: Fanarioți) zijn vooraanstaande, kosmopolitische christelijke Grieken die eeuwenlang de hogere politieke en bestuursfuncties vervulden in het Ottomaanse Rijk en zo konden uitgroeiden tot een invloedrijke bestuurlijke 'kaste'. Fanarioten vervulden sinds de achttiende eeuw (1721) uiteenlopende functies als respectievelijk diplomaat, dragoman, hospodar, patriarch enzovoorts, welke geleidelijk aan meer en meer werden ingevuld via erfopvolging en familieconnecties. Zo werd deze goed opgeleide Griekse bovenlaag, veelal meertalige Byzantijnse adellijke kooplieden en priesters van origine, langzamerhand een intrinsiek onderdeel van de bestuurlijke aristocratie in het Ottomaanse Rijk. De Fanarioten koesterden echter altijd hun Helleense wortels ('Philotheou Parerga') en speelden dan ook een belangrijke rol in de heropleving van het Griekse nationalisme, dat uiteindelijk resulteerde in de Griekse onafhankelijkheid welke zou leiden tot de moderne Griekse staat.

## Oorsprong naam
Fanarioot betekent een persoon die woonachtig in de wijk Fanar (Gr. Φανάρι, letterlijk vuurtoren of lamp) in Constantinopel (het huidige Istanbul). (41° 2′ NB, 28° 57′ OL)

## Familienamen fanarioten-families
- Angelos
- Argyropoulos
- Athanasovici
- Callimachi  (ook wel Kalmaşu/Kallimaşu)
- Callivazis
- Cantacuzenus (ook wel Kantakouzenus/Kantakouzenos)
- Capodistrias
- Caradjas (ook wel Caragea, Karaca, Karacas)
- Caratheodoris
- Cariophyllis
- Chrisoscoleos
- Chrisovergis (ook wel Hrisovergis)
- Diamandis
- Doukas (ook wel Dukas)
- Evalidis (ook wel Evaoglous)
- Gerakis
- Ghica
- Hantzeris
- Karamanlis
- Karatzas
- Kavadas (ook wel Kavvadas)
- Komnenos (ook wel Komnenus, Comnenos)
- Lambrinos
- Lapithis
- Lazaridis
- Lermis
- Levidis
- Mamonas
- Manos
- Mavrocordatos
- Mavroudis
- Mavroyennis
- Mourousis (ook wel Moruzi)
- Musurus
- Palaiologos
- Photeinos (ook wel Foteinos of Fotinos)
- Philanthropenos (ook wel Filandropenos)
- Rallis
- Rizos Rangavis
- Racovitza
- Rallet
- Ramalo (ook wel Romalo)
- Rosetti (ook wel Ruset of Ruseti)
- Scanavis
- Schinas
- Sereslis
- Soutzos (ook wel Suțu, of Sutzu)
- Tzanavarakis (ook wel Tzanavaris of Çanavaris)
- Venturas
- Vlachoutzis
- Vlastos
- Ypsilantis (ook wel Ipsilanti)

## Achttiende eeuw
In de 18e eeuw waren de eerste ministers van de sultan, op één uitzondering na, allemaal fanariotische Grieken. Ook sommige gouverneurs van Moldavië en Walachije behoorden tot deze maatschappelijke bovenlaag, en van 1710 tot 1821 bezetten Fanarioten zelfs de troon van de Donauvorstendommen. Meer en meer fanarioten maakten echter ook uitstapjes naar de wetenschap, kunsten of geschiedschrijving. Een beroemd voorbeeld is de historicus-ambtenaar Dionysios Photeinos.

## Moderne tijd
In het licht van de ongekende kennis en machtsconcentratie binnen deze kleine groep families is het niet verwonderlijk dat de eerste premier van Griekenland, Alexandros Mavrokordatos (1791–1865), uit deze bestuurlijke bovenlaag gerekruteerd werd. Een andere beroemde fanarioot, Alexandros Ypsilantis (1792-1828), was instrumenteel in de Griekse onafhankelijkheidsoorlog evenals leden van de bekende familie Ghica. 
Alexandros Mourouzis, een andere telg uit een fanariotenfamilie, vervulde enige tijd de functie van Prins van Moldavië en Wallachije. Tot slot zijn diverse hedendaagse premiers, ministers en burgemeesters eveneens voortgekomen uit deze historische bestuurlijke rangen. Te denken valt hierbij aan bijvoorbeeld Georgios Ioanis Rallis, minister van Wegverkeer en Transport (1956–58), Georgios Rallis, premier van Griekenland (1980-1981) en aan premier Karamanlis.

## Secundaire literatuur
- Alex Drace-Francis, The Making of Modern Romanian Culture, London - New York, 2006
- Mihail Dimitri Sturdza, Dictionnaire historique et généalogique des grandes familles de Grèce, d'Albanie et de Constantinople, M.-D. Sturdza, Paris, chez l'auteur, 1983
- Konstantinos Paparrigopoulos (- Pavlos Karolidis), History of the Hellenic Nation (Volume Eb), Eleftheroudakis, Athens, 1925
- Christine Philiou. "Communities on the Verge: Unraveling the Phanariot Ascendancy in Ottoman Governance." Comparative Studies in Society and History 51, no. 1 (2009): 151-81.